# Danh sách ủy viên Ủy ban châu Âu theo quốc tịch
Một Ủy viên châu Âu là một thành viên của Ủy ban châu Âu. Mỗi ủy viên trong ủy ban đảm nhiệm một chức vụ riêng, dưới sự lãnh đạo của Chủ tịch Ủy ban châu Âu. Nói cách đơn giản, họ tương đương với các bộ trưởng quốc gia.
Mỗi nước hội viên của Liên minh châu Âu có quyền cử một ủy viên (trước năm 2004 thì 4 nước hội viên lớn được cử 2 ủy viên) và bổ nhiệm họ bằng cách tham khảo ý kiến với Chủ tịch Ủy ban châu Âu.
Việc România và Bulgaria gia nhập Liên minh châu Âu năm 2007 đã tăng số ủy viên từ 25 lên 27 người.
Dưới đây là danh sách mọi ủy viên châu Âu cũ và hiện nay, theo nước hội viên mà họ đề cử, kể cả các chủ tịch Cộng đồng Than Thép châu Âu và Cộng đồng Năng lượng Nguyên tử châu Âu.
Các màu chỉ nền tảng chính trị của họ (màu xanh dương là đảng bảo thủ hoặc trung hữu, chủ yếu là đảng Nhân dân châu Âu, màu đỏ là đảng cánh tả hoặc dân chủ xã hội, chủ yếu là đảng Xã hội châu Âu, màu vàng là đảng trung dung hoặc tự do, chủ yếu là đảng Cải cách và Dân chủ Tự do châu Âu, màu xanh lá cây là các chính trị gia xanh, chủ yếu là đảng Xanh châu Âu).

## Các ủy viên củaÁo
| Ủy viên                | Bộ                                                             | Ủy ban                 | Đảng |
| ---------------------- | -------------------------------------------------------------- | ---------------------- | ---- |
| Benita Ferrero-Waldner | Quan hệ đối ngoại & chính sách đối với nước châu Âu láng giềng | Barroso                | ÖVP  |
| Franz Fischler         | Nông ghiệp & Phát triển Nông thôn (& Ngư ghiệp)                | Santer & Marín & Prodi | ÖVP  |

## Các ủy viên củaBỉ
| Ủy viên                                                                        | Bộ                                                                              | Ủy ban                                  | Đảng     |
| ------------------------------------------------------------------------------ | ------------------------------------------------------------------------------- | --------------------------------------- | -------- |
| Louis Michel                                                                   | Phát triển & Viện trợ nhân đạo                                                  | Prodi & Barroso                         | MR       |
| Philippe Busquin                                                               | Nghiên cứu                                                                      | Prodi                                   | PS       |
| Karel Van Miert                                                                | Vận tải / Cạnh tranh (Phó chủ tịch)                                             | Delors II / Delors III & Santer & Marín | SP       |
| Willy De Clercq                                                                | Quan hệ đối ngoại & Thương mại                                                  | Delors I                                | PVV      |
| Étienne Davignon                                                               | Thị trường nội địa, Liên minh Thuế quan, Công nghiệp / Công nghiệp & Năng lượng | Jenkins / Thorn                         | không    |
| Henri François Simonet                                                         | Thuế & Năng lượng (Phó chủ tịch)                                                | Ortoli                                  | PS       |
| Albert Coppé                                                                   | Các vấn đề Xã hội, Vận tải & Ngân sách                                          | Malfatti & Mansholt                     | CVP      |
| Jean Rey                                                                       | Quan hệ đối ngoại / Chủ tịch                                                    | Hallstein I & Hallstein II / Rey        | PRL      |
| Cộng đồng Than Thép châu Âu và Cộng đồng Năng lượng nguyên tử châu Âu Chủ tịch |                                                                                 |                                         |          |
| Chủ tịch                                                                       | Ủy ban                                                                          | Ngày tháng                              | Đảng     |
| Paul Finet                                                                     | Cộng đồng Than Thép châu Âu                                                     | 1958-1959                               | không rõ |

## Các ủy viên củaBulgaria
| Ủy viên        | Bộ                     | Ủy ban  | Đảng |
| -------------- | ---------------------- | ------- | ---- |
| Meglena Kuneva | Bảo vệ người tiêu dùng | Barroso | NDSV |

## Các ủy viên củaCộng hòa Síp
| Ủy viên            | Bộ               | Ủy ban          | Đảng               |
| ------------------ | ---------------- | --------------- | ------------------ |
| Androulla Vasiliou | Y tế             | Barroso         | Dân chủ thống nhất |
| Markos Kyprianou   | Ngân sách / Y tế | Prodi / Barroso | Dân chủ            |

## Các ủy viên củaCộng hòa Séc
| Ủy viên         | Bộ                                         | Ủy ban  | Đảng  |
| --------------- | ------------------------------------------ | ------- | ----- |
| Vladimír Špidla | Vấn đề xã hội, Việc làm, & Cơ hội đồng đều | Barroso | ČSSD  |
| Pavel Telička   | Y tế & Bảo vệ người tiêu dùng              | Prodi   | không |

## Các ủy viên củaĐan Mạch
| Ủy viên                | Bộ                                                                               | Ủy ban                           | Đảng            |
| ---------------------- | -------------------------------------------------------------------------------- | -------------------------------- | --------------- |
| Mariann Fischer Boel   | Nông nghiệp & Phát triển nông thôn                                               | Barroso                          | Venstre (Tự do) |
| Poul Nielson           | Phát triển & Viện trợ nhân đạo                                                   | Prodi                            | SD              |
| Ritt Bjerregaard       | Môi trường                                                                       | Santer & Marín                   | SD              |
| Henning Christophersen | Kinh tế và Tài chính (Phó chủ tịch)                                              | Delors I & Delors II & Delors II | Venstre (Tự do) |
| Poul Dalsager          | Nông nghiệp                                                                      | Thorn                            | SD              |
| Finn Olav Gundelach    | Thị trường nội địa, Liên minh Thuế quan/Nông nghiệp và Ngư nghiệp (Phó chủ tịch) | Ortoli / Jenkins & Thorn         | không           |

## Các ủy viên củaEstonia
| Ủy viên     | Bộ                                                                         | Ủy ban          | Đảng |
| ----------- | -------------------------------------------------------------------------- | --------------- | ---- |
| Siim Kallas | Kinh tế & Tài chính / Quản trị, Kiểm toán, & Chống gian lận (Phó chủ tịch) | Prodi / Barroso | ERP  |

## Các ủy viên củaPhần Lan
| Ủy viên        | Bộ                                                                            | Ủy ban                 | Đảng       |
| -------------- | ----------------------------------------------------------------------------- | ---------------------- | ---------- |
| Olli Rehn      | Enterprise & Information Society / Mở rộng                                    | Prodi / Barroso        | Trung dung |
| Erkki Liikanen | Ủy viên về Ngân sách, Nhân viên & Quản trị / Enterprise & Information Society | Santer & Marín / Prodi | SDP        |

## Các ủy viên củaPháp
| Ủy viên                                                                        | Bộ                                                                   | Ủy ban                              | Đảng      |
| ------------------------------------------------------------------------------ | -------------------------------------------------------------------- | ----------------------------------- | --------- |
| Jacques Barrot                                                                 | Vận tải (Phó chủ tịch) / Tư pháp, Tự do, & An ninh (Phó chủ tịch)    | Prodi & Barroso / Barroso           | UMP       |
| Pascal Lamy                                                                    | Thương mại                                                           | Prodi                               | Socialist |
| Michel Barnier                                                                 | Chính sách Vùng                                                      | Prodi                               | UMP       |
| Yves-Thibault de Silguy                                                        | Kinh tế & Tài chính                                                  | Santer & Marín                      | không rõ  |
| Édith Cresson                                                                  | Nghiên cứu, Khoa học & Kỹ thuật                                      | Santer                              | PS        |
| Christiane Scrivener                                                           | Thuế vụ, Hài hòa hóa Lợi nhuận và Chính sách đối với người tiêu dùng | Delors II & III                     | Rep.      |
| Jacques Delors                                                                 | Chủ tịch                                                             | Delors (all)                        | PS        |
| Edgard Pisani                                                                  | Phát triển                                                           | Thorn                               | không rõ  |
| François-Xavier Ortoli                                                         | Chủ tịc / Kinh tế & Tài chính (Phó chủ tịch)                         | Ortoli / Jenkins & Thorn            | Gaullist  |
| Claude Cheysson                                                                | Phát triển / chính sách đối với Trung Đông và các quan hệ Bắc-Nam    | Ortoli & Jenkins & Thorn / Delors I | PS        |
| Jean-François Deniau                                                           | Quan hệ đối ngoại và Viện trợ Phát triển                             | Malfatti & Mansholt & Ortoli        | UDF       |
| Raymond Barre                                                                  | Kinh tế & Tài chính                                                  | Rey & Malfatti & Mansholt           | UDF       |
| Henri Rochereau                                                                | Trợ giúp Phát triển                                                  | Rey                                 | không rõ  |
| Robert Lemaignen                                                               | Phát triển Hải ngoại                                                 | Hallstein II                        | không rõ  |
| Robert Marjolin                                                                | Kinh tế & Tài chính (Phó chủ tịch)                                   | Hallstein I & Hallstein II          | SFOI      |
| Robert Lemaignen                                                               | Phát triển Hải ngoại                                                 | Hallstein I                         | không rõ  |
| Cộng đồng Than Thép châu Âu và Cộng đồng Năng lượng nguyên tử châu Âu Chủ tịch |                                                                      |                                     |           |
| Chủ tịch                                                                       | Ủy ban                                                               | Ngày tháng                          | Đảng      |
| Jean Monnet                                                                    | Cộng đồng Than Thép châu Âu                                          | 1952-1955                           | không rõ  |
| René Mayer                                                                     | Cộng đồng Than Thép châu Âu                                          | 1955-1958                           | Cấp tiến  |
| Louis Armand                                                                   | Cộng đồng Năng lượng nguyên tử châu Âu                               | 1952-1955                           | không rõ  |
| Étienne Hirsch                                                                 | Cộng đồng Năng lượng nguyên tử châu Âu                               | 1959-1962                           | không rõ  |
| Pierre Chatenet                                                                | Cộng đồng Năng lượng nguyên tử châu Âu                               | 1962-1967                           | không rõ  |

## Các ủy viên củaĐức
| Ủy viên              | Bộ | Ủy ban                                               | Đảng               |
| -------------------- | --- | ---------------------------------------------------- | ------------------ |
| Günter Verheugen     | Mở rộng / Hãng Kinh doanh & Công nghiệp (Phó chủ tịch) | Prodi / Barroso                                      | SPD                |
| Michaele Schreyer    | Ngân sách | Prodi                                                | Đảng Xanh          |
| Monika Wulf-Mathies  | Chính sách Vùng | Santer & Marín                                       | SPD                |
| Peter Schmidhuber    | Ngân sách | Delors II & Delors III                               | CSU                |
| Martin Bangemann     | Thị trường nội địa và Công nghiệp (Phó chủ tịch) / Công nghiệp, Thông tin & Kỹ thuật Viễn thông                                                                                           | Delors II * \|Delors III / Santer & Marín            | FDP                |
| Alois Pfeiffer       | Kinh tế & Tài chính, Việc làm & Eurostat | Delors I                                             | SPD                |
| Karl-Heinz Narjes    | Thị trường nội địa, canh tân công nghiệp, liên minh thuế quan, Môi trường, Bảo vệ người tiêu dùng và an toàn hạt nhân / Công nghiệp, xử lý dữ liệu, khoa học và nghiên cứu (Phó chủ tịch) | Thorn, Delors I                                      | CDU                |
| Guido Brunner        | Năng lượng, Nghiên cứu, Khoa học | Jenkins                                              | FDP                |
| Ralf Dahrendorf      | Quan hệ đối ngoại & Thương mại / Nghiên cứu, Khoa học, Giáo dục | Malfatti & Mansholt / Ortoli                         | FDP                |
| Fritz Hellwig        | Phân phối Thông tin, Trung tâm liên hợp Nghiên cứu, Nghiên cứu & Kỹ thuật | Rey                                                  | CDU                |
| Wilhelm Haferkamp    | Năng lượng (Phó chủ tịch) / Thị trường nội địa & Năng lượng (Phó chủ tịch) / Kinh tế & Tài chính                                                                                          | Rey / Malfatti & Mansholt / Ortoli / Jenkins & Thorn | SPD                |
| Walter Hallstein     | Chủ tịch | Hallstein I & Hallstein II                           | CDU                |
| Hans von der Groeben | Cạnh tranh / Thị trường nội địa & Chính sách Vùng | Hallstein I & Hallstein II / Rey                     | không (cố vấn CDU) |

## Các ủy viên củaHy Lạp
| Ủy viên               | Bộ                                                              | Ủy ban          | Đảng  |
| --------------------- | --------------------------------------------------------------- | --------------- | ----- |
| Stavros Dimas         | Việc làm và Xã hội / Môi trường                                 | Prodi / Barroso | ND    |
| Anna Diamantopoulou   | Việc làm & Xã hội                                               | Prodi           | PASOK |
| Christos Papoutsis    | Năng lượng & Du lịch                                            | Santer & Marín  | PASOK |
| Ioannis Paleokrassas  | Môi trường                                                      | Delors III      | ND    |
| Vasso Papandréou      | Việc làm, Quan hệ công nghiệp & xã hội                          | Delors II       | PASOK |
| Grigoris Varfis       | Quan hệ với Nghị viện châu Âu & chính sách Vùng                 | Delors I        | PASOK |
| Giorgios Contogeorgis | Vận tải; ngư nghiệp; điều phối các vấn đề liên quan tới du lịch | Thorn           | ND    |

## Các ủy viên củaHungary
| Ủy viên       | Bộ                            | Ủy ban  | Đảng  |
| ------------- | ----------------------------- | ------- | ----- |
| László Kovács | Thuế vụ & Liên minh thuế quan | Barroso | MSZP  |
| Péter Balázs  | Chính sách Vùng               | Prodi   | không |

## Các ủy viên củaCộng hòa Ireland
| Ủy viên           | Bộ | Ủy ban                      | Đảng        |
| ----------------- | --- | --------------------------- | ----------- |
| Charlie McCreevy  | Thị trường nội địa & Dịch vụ                                                                                 | Barroso                     | Fianna Fáil |
| David Byrne       | Y tế & Bảo vệ người tiêu dùng                                                                                | Prodi                       | Fianna Fáil |
| Pádraig Flynn     | Ủy viên về việc làm & Xã hội                                                                                 | Delors III & Santer & Marín | Fianna Fáil |
| Ray MacSharry     | Nông nghiệp                                                                                                  | Delors II                   | Fianna Fáil |
| Peter Sutherland  | Xã hội, Cạnh tranh                                                                                           | Delors I                    | Fine Gael   |
| Michael O'Kennedy | Ủy viên về nhân viên, Quản trị & Thống kê                                                                    | Thorn                       | Fianna Fáil |
| Richard Burke     | Thuế vụ, Tiêu dùng, Vận tải / đại diện chủ tịch, nhân viên & quản trị, thống kê; Cơ quan xuất bản chính thức | Jenkins / Thorn             | Fine Gael   |
| Patrick Hillery   | Xã hội (Phó chủ tịch)                                                                                        | Ortoli                      | Fianna Fáil |

## Các ủy viên củaÝ
| Ủy viên                                                                        | Bộ | Ủy ban                           | Đảng                  |
| ------------------------------------------------------------------------------ | --- | -------------------------------- | --------------------- |
| Antonio Tajani                                                                 | Vận tải | Barroso                          | Đảng Dân tộc và Tự do |
| Franco Frattini                                                                | Tư pháp, Tự do & An ninh | Barroso                          | Đảng Forza Italia     |
| Romano Prodi                                                                   | Chủ tịch | Prodi                            | Đảng Olive Tree       |
| Emma Bonino                                                                    | Y tế & Bảo vệ người tiêu dùng                                                                                                   | Santer & Marín                   | Cấp tiến              |
| Mario Monti                                                                    | Thị trường nội địa / Cạnh tranh                                                                                                 | Santer & Marín / Prodi           | không rõ              |
| Antonio Ruberti                                                                | Khoa học, nghiên cứu, phát triển kỹ thuật & giáo dục (Phó chủ tịch)                                                             | Delors III                       | PSI                   |
| Raniero Vanni d'Archirafi                                                      | Cải cách thể chế | Delors III                       | không rõ              |
| Filippo Maria Pandolfi                                                         | Khoa học, nghiên cứu & phát triển                                                                                               | Delors II                        | DC                    |
| Carlo Ripa di Meana                                                            | Cải cách thể chế, chính sách thông tin, văn hóa & du lịch / Nhân viên, quản trị & chuyển ngữ                                    | Delors I / Delors II             | PSI                   |
| Lorenzo Natali                                                                 | Mở rộng, Môi trường, An toàn hạt nhân / chính sách đối với Địa Trung Hải, Mở rộng và thông tin / Mở rộng, Hợp tác và Phát triển | Jenkins / Thorn / Delors I       | DC                    |
| Antonio Giolitti                                                               | Chính sách Vùng / chính sách Vùng và điều phối quỹ Cộng đồng                                                                    | Jenkins / Thorn                  | PSI                   |
| Carlo Scarascia-Mugnozza                                                       | Nông nghiệp / Nghị viện, Chính sách môi trường & Vận tải (Phó chủ tịch)                                                         | Mansholt & Ortoli                | không rõ              |
| Altiero Spinelli                                                               | Công nghiệp & Thương mại / Công nghiệp & Nghiên cứu                                                                             | Malfatti / Mansholt & Ortoli     | không rõ              |
| Franco Maria Malfatti                                                          | Chủ tịch | Malfatti                         | DC                    |
| Edoardo Martino                                                                | Quan hệ đối ngoại | Rey                              | không rõ              |
| Guido Colonna di Paliano                                                       | Thị trường nội địa / Công nghiệp                                                                                                | Hallstein II / Rey               | không rõ              |
| Lionello Levi Sandri                                                           | Xã hội (Phó chủ tịch) | Hallstein I & Hallstein II & Rey | PSI                   |
| Giuseppe Caron                                                                 | Thị trường nội địa | Hallstein I & Hallstein II       | DC                    |
| Giuseppe Petrilli                                                              | Xã hội | Hallstein I                      | DC                    |
| Piero Malvestiti                                                               | Thị trường nội địa (Phó chủ tịch)                                                                                               | Hallstein I                      | DC                    |
| Cộng đồng Than Thép châu Âu và Cộng đồng Năng lượng nguyên tử châu Âu Chủ tịch | |                                  |                       |
| Chủ tịch                                                                       | Ủy ban | Ngày tháng                       | Đảng                  |
| Piero Malvestiti                                                               | Cộng đồng Than Thép châu Âu | 1959-1963                        | DC                    |
| Rinaldo Del Bo                                                                 | Cộng đồng Than Thép châu Âu | 1963-1967                        | không rõ              |

## Các ủy viên củaLatvia
| Ủy viên         | Bộ                                             | Ủy ban  | Đảng        |
| --------------- | ---------------------------------------------- | ------- | ----------- |
| Andris Piebalgs | Ủy viên châu Âu về Năng lượng                  | Barroso | Latvian Way |
| Sandra Kalniete | Nông nghiệp, Phát triển nông thôn & Ngư nghiệp | Prodi   | LTF         |

## Các ủy viên củaLitva
| Ủy viên            | Bộ                                         | Ủy ban          | Đảng  |
| ------------------ | ------------------------------------------ | --------------- | ----- |
| Dalia Grybauskaitė | Giáo dục và Văn hóa / Lập chương trình Tài | Prodi / Barroso | không |

## Các ủy viên củaLuxembourg
| Ủy viên           | Bộ                                                | Ủy ban                       | Đảng  |
| ----------------- | ------------------------------------------------- | ---------------------------- | ----- |
| Viviane Reding    | Văn hóa & Giáo dục / Hội Thông tin & Truyền thông | Prodi / Barroso              | CSV   |
| Jacques Santer    | Chủ tịch                                          | Santer                       | CSV   |
| René Steichen     | Nông nghiệp                                       | Delors III                   | CSV   |
| Jean Dondelinger  | Văn hóa & Thính thị                               | Delors II                    | không |
| Nicolas Mosar     | Năng lượng & Nguyên tử châu Âu                    | Delors I                     | CSV   |
| Gaston Thorn      | Chủ tịch                                          | Thorn                        | DP    |
| Raymond Vouel     | Cạnh tranh                                        | Jenkins                      | LSAP  |
| Albert Borschette | Cạnh tranh & Chính sách Vùng                      | Malfatti & Mansholt & Ortoli | không |
| Victor Bodson     | Vận tải                                           | Rey                          | LSAP  |
| Lambert Schaus    | Vận tải                                           | Hallstein I & Hallstein II   | CSV   |
| Michel Rasquin    | Vận tải                                           | Hallstein I                  | LSAP  |

## Các ủy viên củaMalta
| Ủy viên  | Bộ                                                     | Ủy ban          | Đảng          |
| -------- | ------------------------------------------------------ | --------------- | ------------- |
| Joe Borg | Phát triển & Viện trợ nhân đạo / Ngư nghiệp & Hàng hải | Prodi / Barroso | Đảng Quốc gia |

## Các ủy viên củaHà Lan
| Ủy viên            | Bộ                                                                                         | Ủy ban                                           | Đảng |
| ------------------ | ------------------------------------------------------------------------------------------ | ------------------------------------------------ | ---- |
| Neelie Kroes       | Cạnh tranh                                                                                 | Barroso                                          | VVD  |
| Frits Bolkestein   | Thị trường nội địa, Thuế và Liên hiệp thuế quan                                            | Prodi                                            | VVD  |
| Hans van den Broek | Quan hệ đối ngoaọi & Mở rộng / Quan hệ với Trung & Đông Âu                                 | Delors III / Santer & Marín                      | CDA  |
| Frans Andriessen   | Quan hệ với Nghị viện châu Âu và Cạnh tranh / Nông nghiệp / Quan hệ đối ngoại & Thương mại | Thorn / Delors I / Delors II                     | KVP  |
| Henk Vredeling     | Việc làm & Xã hội (Phó chủ tịch)                                                           | Jenkins                                          | PvdA |
| Pierre Lardinois   | Nông nghiệp                                                                                | Ortoli                                           | KVP  |
| Maan Sassen        | Cạnh tranh                                                                                 | Rey                                              | KVP  |
| Sicco Mansholt     | Nông nghiệp (Phó chủ tịch) / Chủ tịch                                                      | Hallstein I & Hallstein II & Malfatti / Mansholt | PvdA |

## Các ủy viên củaBa Lan
| Ủy viên       | Bộ                           | Ủy ban          | Đảng  |
| ------------- | ---------------------------- | --------------- | ----- |
| Danuta Hübner | Thương mại / Chính sách Vùng | Prodi / Barroso | không |

## Các ủy viên củaBồ Đào Nha
| Ủy viên                 | Bộ | Ủy ban                      | Đảng |
| ----------------------- | --- | --------------------------- | ---- |
| José Manuel Barroso     | Chủ tịch                                                                                                   | Barroso                     | PSD  |
| António Vitorino        | Tư pháp và Nội chính                                                                                       | Prodi                       | PS   |
| João de Deus Pinheiro   | Quan hệ với Nghị viện và các nước hội viên / Quan hệ với các nước châu Phi, vùng Caribbe & Thái Bình Dương | Delors III / Santer & Marín | PSD  |
| António Cardoso e Cunha | Nhân viên, Quản trị & chuyển ngữ                                                                           | Delors I & Delors II        | PSD  |

## Các ủy viên củaRomânia
| Ủy viên       | Bộ     | Ủy ban  | Đảng  |
| ------------- | ------ | ------- | ----- |
| Leonard Orban | Đa ngữ | Barroso | không |

## Các ủy viên củaSlovakia
| Ủy viên   | Bộ                                                                | Ủy ban          | Đảng |
| --------- | ----------------------------------------------------------------- | --------------- | ---- |
| Ján Figeľ | Enterprise & Information Society / Giáo dục, Huấn luyện & Văn hóa | Prodi / Barroso | KDH  |

## Các ủy viên củaSlovenia
| Ủy viên        | Bộ                              | Ủy ban          | Đảng  |
| -------------- | ------------------------------- | --------------- | ----- |
| Janez Potočnik | Mở rộng / Khoa học & Nghiên cứu | Prodi / Barroso | không |

## Các ủy viên củaTây Ban Nha
| Ủy viên           | Bộ | Ủy ban                                             | Đảng |
| ----------------- | --- | -------------------------------------------------- | ---- |
| Joaquín Almunia   | Kinh tế & Tài chính                                                                                              | Prodi & Barroso                                    | PSOE |
| Pedro Solbes      | Kinh tế & Tài chính                                                                                              | Prodi                                              | PSOE |
| Loyola de Palacio | Quan hệ với Nghị viện, Vận tải & Năng lượng (Phó chủ tịch)                                                       | Prodi                                              | PP   |
| Marcelino Oreja   | Vận tải, Năng lượng & Hãng tiếp liệu cho Euratom / Quan hệ với Nghị viện châu Âu, Văn hóa & Chính sách Thính thị | Delors III / Santer & Marín                        | PP   |
| Abel Matutes      | chính sách đối với Địa Trung Hải / Vận tải, Năng lượng và Hãng tiếp liệu cho Euratom                             | Delors I & Delors II / Delors III                  | PP   |
| Manuel Marin      | Hợp tác & Phát triển (Phó chủ tịch) / Quan hệ với vùng Nam Địa Trung Hải, Mỹ Latin & Trung Đông (Phó chủ tịch)   | Delors I & Delors II & Delors III / Santer & Marín | PSOE |

## Các ủy viên củaThụy Điển
| Ủy viên          | Bộ                                                                             | Ủy ban          | Đảng |
| ---------------- | ------------------------------------------------------------------------------ | --------------- | ---- |
| Margot Wallström | Môi trường / Quan hệ thể chế & Chiến thuật truyền thông (Đệ nhất phó chủ tịch) | Prodi / Barroso | SAP  |
| Anita Gradin     | Nhập cư, Tư pháp & Nội chính                                                   | Santer & Marín  | SAP  |